# チャールズ・ハワード・ヒントン
チャールズ・ハワード・ヒントン（Charles Howard Hinton、1853年 - 1907年4月30日）は、イギリス出身の数学者であり、科学ロマンスと呼ばれるSF作品を書いた作家である。ヒントンは高次元、特に4次元に関心を持っていた。「テッセラクト」（正八胞体）という言葉を作り、高次元の幾何学を視覚化する方法を研究したことで知られる。

## 生涯
チャールズ・ヒントンは1853年にイギリスで生まれた。父のジェームズ・ヒントンは外科医で、一夫多妻制を提唱していた。妹に衣装デザイナーのエイダ・ネットルシップ（1856 - 1932）がいる。
ヒントンは、チェルトナム・カレッジの教師をしながら、オックスフォード大学のベリオール・カレッジで学び、1877年に学士号(B.A.)を取得した。1880年から1886年まではラトランドのアッピンガム・スクールで教鞭を執っていたが、ここの生徒には、エドウィン・アボット・アボットの友人であるハワード・キャンドラーがいた。1886年にオックスフォード大学で修士号(M.A.)を取得した。

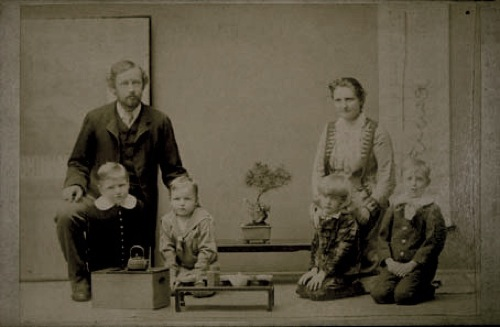
ヒントン一家（1890年頃、日本にて）

1880年、数理論理学の創始者であるジョージ・ブールとメアリー・エベレスト・ブールとの娘であるメアリー・エレン・ブールと結婚した。2人の間には、ジョージ（1882年-1943年）、エリック（1884年生）、ウィリアム（1886年-1909年）、セバスチャン（1887年-1923年）の4人の子供が生まれた。ジョージは鉱山技師・植物学者で、その孫に計算機科学者のジェフリー・ヒントンがいる。セバスチャンはジャングルジムの発明者で、その子供に、農学者・ジャーナリストのウィリアム・ヒントンと核物理学者のジョーン・ヒントンがいる。
1883年、メアリーとの婚姻関係を維持したまま、ジョン・ウェルドン(John Weldon)という偽名でモード・フローレンス(Maud Florence)という女性と婚姻手続きを行い、双子の子供をもうけた。1886年、重婚の罪で3日間収監され、アッピンガム・スクールでの仕事を失った。父のジェームズ・ヒントンは、一夫多妻制を過激に支持しており、母マーガレットによると、ジェームズはマーガレットに「キリストは男性の救世主だったが、私は女性の救世主であり、彼を少しも羨ましいとは思わない」と言ったという。

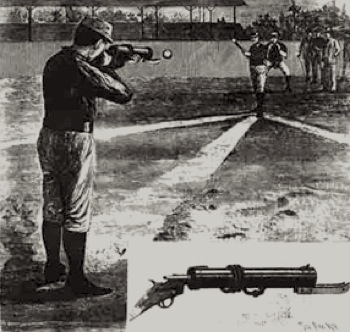
ヒントンの火薬式ピッチングマシン

1887年、妻メアリーとともに日本に渡り、横浜の在日英国人向けの私塾ビクトリア・パブリック・スクールの校長に就任した。在職中に、雑誌の通信員として来日するも契約を破棄されていたラフカディオ・ハーンを教師として採用している。このときの生徒の中にエドワード・B・クラークがいる。
1893年にアメリカに渡り、プリンストン大学で数学の専任講師となった。1897年には、プリンストン大学野球部のバッティング練習用に、火薬を使ったピッチングマシンを設計した。しかし、この機械は数件の事故を起こしたため、ヒントンは同年の内に大学を免職になってしまった。ヒントンのピッチングマシンは、火薬量を調整することによって球速を調整することができ、さらに発射口にゴムで覆った鉄製の突起を取り付けることによってカーブを投げることもできた。ヒントンはその後1900年まで助教授として働いたミネソタ大学にこの機械を紹介した。1900年にワシントンD.C.のアメリカ海軍天文台に移籍した。晩年には、米国特許商標庁で化学特許の審査官を務めた。
1907年4月30日、ワシントンD.C.で脳出血により54歳で急死した。ヒントンの死後、妻のメアリーは1908年5月に自殺した。

## 4次元

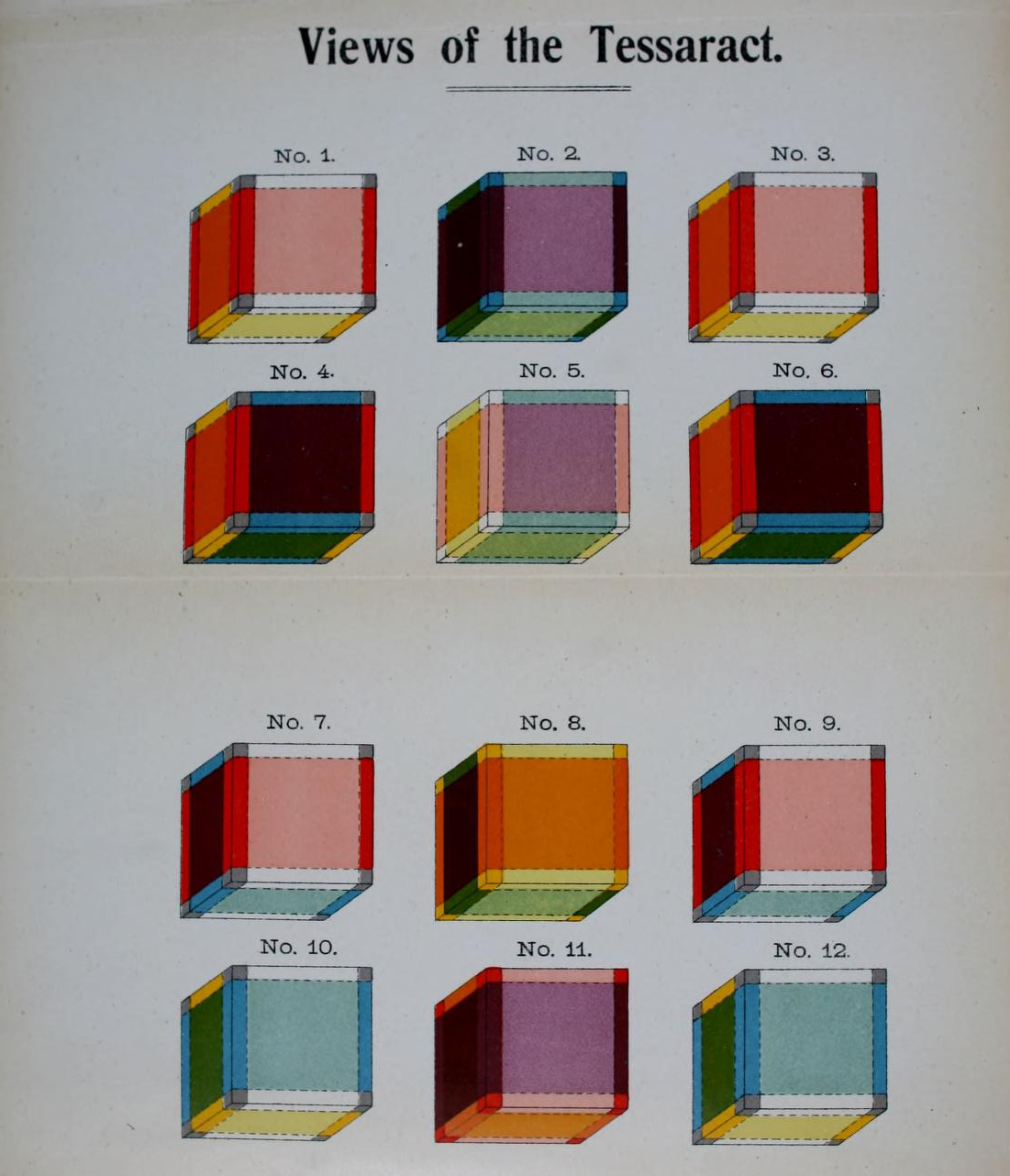
1904年のヒントンの著書"The Fourth Dimension"（第4の次元）の扉絵。立方体を4次元に拡張した正八胞体（テッセラクト）が描かれている。なお、ヒントンの「テッセラクト」の綴りは一定しておらず、ここでは"tessaract"と表記されている。

1880年に発表された「第4の次元とは何か」("What is the Fourth Dimension?")という論文の中で、ヒントンは、3次元で移動する点は、3次元の平面を通過する直線の静的な4次元配列の連続した断面として想像できるのではないかと提案している。これは世界線という概念を先取りした考えである。ヒントンは、高次元空間を探求するには心構えが必要だとしていた。

ヒントンは、高次の空間を直観的に認識するためには、3次元の世界を観察する立場にある私たちが、右や左、上や下といった考えを捨て去ることが必要だと主張している。ヒントンは、このプロセスを「自己を追い出す」(casting out the self)と呼び、これは他者への共感のプロセスと同等のものであり、この2つのプロセスが相互に強化されていることを示唆している。

ヒントンは4次元の要素を表現するためにいくつかの新しい言葉を作った。『オックスフォード英語辞典』(OED)によると、ヒントンが初めて「テッセラクト」という言葉を使ったのは、1888年の著書"A New Era of Thought"（思考の新しい時代）においてである。ヒントンのオックスフォードでの知り合いで、義姉に当たるアリシア・ブール・ストットが、ヒントンが国外にいる間にこの本の出版の世話をした。ヒントンは、3次元の左・右（x軸）、上・下（y軸）、前・後（z軸）の方向に相当する4次元の方向を表現するために、kataとanaという言葉を考案した。それぞれギリシャ語で「～から下の方へ」「～から上の方へ」の意味である。
ヒントンは、"What is the Fourth Dimension?"（四次元とは何か）や"A Plane World"（平面の世界）など9作品の科学ロマンスを1884年から1886年にかけてスワン・ソンネンシャイン社から刊行した。ヒントンは"A Plane World"の序文で、エドウィン・アボット・アボットが1884年に出版した『フラットランド』(Flatland)について触れ、この本は内容は似ているが意図は違うと言及している。ヒントンは、アボットは物語を「風刺や教訓を語るための舞台」として使っているのに対し、ヒントンは物理的な事実を知りたいのだと述べた。ヒントンが描いた二次元世界は、アボットの『フラットランド』のような無限に広がる平面上ではなく、円の外周に沿って存在するものだった。ヒントンはアボットの作品を発展させて"An Episode of Flatland: Or How a Plane Folk Discovered the Third Dimension"を執筆した。

## 『フラットランドでのエピソード』
ヒントンは1907年に小説"An Episode of Flatland or How a Plane Folk Discovered the Third Dimension, to which is bound up An Outline of the History of Unæa"（フラットランドでのエピソード、或いは、如何にして平面の民は3次元を発見したか（ウノアの歴史の概要つき））を発表した。同年のイギリスの科学雑誌『ネイチャー』に批評が掲載されている。この作品は、2次元の平面世界である「アストリア」(Astria)を舞台に、平面の登場人物たちが科学や恋愛などさまざまな冒険を繰り広げる物語である。最終的に、登場人物たちは、自分たちの理解を超えた3次元の世界とその完全性を受け入れ、理解するようになる。この本は、序文、導入、「アストリアの歴史」について解説した章と、20の短い章からなるエピソードで構成されている。アボットの『フラットランド』よりも長く、全体で約5万4千語からなる。
ヒントンの作品は、文学的要素と科学的要素を兼ね備えている。ヒントンは、宗教的な思想家や信者、実験科学者、芸術家、学者、工学者、政治家など、様々な立場のエドワード朝時代の教養ある読者に、「高次元」の考えを広めようとしていた。

## 影響
ヒントンがテッセラクトを高次元を知覚するための手段として提唱したことで、同様に高次元を理解する（あるいはアクセスする）ための手段としてテッセラクトに言及したサイエンス・フィクションやファンタジー作品の長く続く系譜が生まれた。チャールズ・W・レッドビーターの『透視力』(Clairvoyance)（1899年）、クロード・ブラグドンの"A Primer of Higher Space"（1913年）、アルジャーノン・ブラックウッドの『四次元空間の囚』(Victim of Higher Space)（1914年）、H・P・ラヴクラフトの『時間からの影』(The Shadow Out of Time)（1935年）、ロバート・ハインラインの『歪んだ家』("—And He Built a Crooked House—")（1941年）、マデレイン・レングルの『リンクル・イン・タイム』(A Wrinkle in Time)（1962年）、クリストファー・ノーラン監督の映画『インターステラー』（2014年）などである。
ホルヘ・ルイス・ボルヘスの短編小説『トレーン、ウクバール、オルビス・テルティウス』(Tlön, Uqbar, Orbis Tertius)、『人智の思い及ばぬこと』(There Are More Things)、『隠れた奇跡』(El milagro secreto)の中でヒントンに言及している。
| 「 | 彼は"A Vindication of Eternity"（永遠の正当化）をあまり満足の行くものではないと判断しただろう。第1巻では、パルメニデスの静的な存在からヒントンの変更可能な過去まで、人類が発明した様々な永遠を記録し、第2巻では、フランシス・ブラッドリーとともに、宇宙の全ての出来事が時間的な一連の流れを構成していることを否定している。 | 」 |

ピョートル・ウスペンスキーの思想はヒントンの影響を受けている。ウスペンスキーが『ターシャム・オルガヌム』で提示したアイデアの多くで、ヒントンの作品について触れている。
ジョン・デューイは『経験としての芸術』(Art as Experience)の第3章で、ヒントンの科学ロマンスの1つである"Unlearner"（未学習者）を引用している。デューイが引用しているのは、実際には"An Unfinished Communication"（未完成のコミュニケーション）の一部で、その登場人物の名前が"Unlearner"であるため、デューイが混同したものと見られる。
カルロス・アタネスは、ヒントンを主人公とする戯曲"Un genio olvidado (Un rato en la vida de Charles Howard Hinton)"（忘れられた天才（チャールズ・ハワード・ヒントンの人生と時間））を書いている。この戯曲は2015年5月にマドリードで初演された。
アラン・ムーアのグラフィックノベル作品『フロム・ヘル』にはヒントンが何度か登場しており、4次元に関するヒントンの理論は同書の最終章の基礎となっている。第4章と第10章には、ヒントンの父親であるジェームズ・ヒントンが登場する。
アレイスター・クロウリーの小説『ムーンチャイルド』の中で、ヒントンが2度言及されている。最初の言及では、誤って父親のジェームズ・ヒントンの名前が挙げられている。

## 作品
- Hinton, Charles Howard; Webb, James, introduction (1976). Scientific Romances: First and Second Series. Arno Press. ISBN 0-405-07954-0 2013年5月22日閲覧。 and 2nd series at Internet Archive
  - 『科学的ロマンス集』 (国書刊行会、バベルの図書館 25) 1990　ホルヘ・ルイス・ボルヘス (編さん), 宮川雅 (翻訳)
- A New Era of Thought, orig. 1888, reprinted 1900, by Swan Sonnenschein & Co. Ltd., London
- The Fourth Dimension, orig. 1904, 1912 by Ayer Co., Kessinger Press reprint, ISBN 0-405-07953-2, scanned version available online at the Internet Archive
- Speculations on the Fourth Dimension: Selected Writings of Charles H. Hinton, edited by Rudolf Rucker, 1980, Dover Publications, ISBN 0-486-23916-0 (includes selections from Scientific Romances, The Fourth Dimension, "The Recognition of the Fourth Dimension" from the 1902 Bulletin of the Philosophical Society of Washington, and excerpts from An Episode of Flatland)
- An Episode of Flatland or How a Plane Folk Discovered the Third Dimension orig 1907, Swan Sonnenschein & Co. Limd., uncut illustrated HTML version online at Forgotten Futures
- What is the Fourth Dimension? (1880)